# Foveon X3
El Foveon X3 és un sensor CMOS d'imatge, de la marca Foveon, format per tres capes apilades verticalment: cada element de la matriu del sensor està format per tres capes cadascuna de les quals és sensible a un els colors primaris (Model de color RGB).

## Principi de funcionament
Cadascuna de les diferents longituds d'ona dels colors primaris s'absorbeixen en diferents capes, ja que les ones més llargues (vermelles) tenen una major profunditat de penetració en el silici que les més curtes (blaus). Mitjançant l'ús d'un filtre que bloqueja la llum infraroja s'aconsegueix en les capes del sensor una sensibilitat al color similar a la dels cons de l'ull humà. A la pel·lícula fotogràfica de color es fa servir el mateix principi, que també fa servir diferents capes sensibles al color, unes sobre altres.

## En comparació altres sensors
Habitualment s'utilitzen sensors CMOS o CCD amb una màscara de Bayer, de manera que un píxel de colors forma amb 4 elements sensors adjacents que reben diferents tons i que després s'interpolen. En canvi en el sensor Foveon X3, cada element sensor rep la informació completa del color. Per això la resolució és més gran que en els sensors convencionals a igual nombre de píxels.
El sensor Foveon X3 és diferent en la forma d'apilar els sensors vermell, verd i blau, ja que el fa un sobre l'altre en lloc de col·locar banda a banda com és el cas del filtre Bayer. Això vol dir que, en lloc de limitar-se a un component de color, cada element del sensor pot resoldre tot un color suprimint la interpolació de les dades de color.
Una propietat interessant del Foveon X3 és que un major percentatge dels fotons que entren a la cambra seran detectats per l'un fotosensor, en principi ho seran gairebé tots davant el terç que amb els altres sensors Bayer.
Resulta també interessant el fet teòric que mentre els sensors CCD i CMOS de filtre Bayer tenen una major resolució de luminància que de color (capten millor els matisos d'il·luminació que de color), en el xip Foveon X3 les dues resolucions són teòricament iguals.
Altres avantatges del sensor Foveon X3 són la reducció d'artefactes, l'obtenció d'un color més real i un detallat de textures més ajustat. Com desavantatge té una alta producció de soroll en fotografies d'exposicions llargues.

## Aplicacions
A principis de l'any 2010 les úniques càmeres fotogràfiques que equipen el sensor Foveon X3 són les Sigma SD14 rèflex i les compactes Sigma DP1 i DP2. El setembre de 2008 Sigma anunciar el desenvolupament del model SD15, que succeirà al SD14 però que també equipara sensor Foveon X3.